# Ireneu Segarra i Malla

Pater Ireneu Segarra i Malla

Pater Ireneu Segarra i Malla OSB oder mit bürgerlichem Namen Jesús Segarra i Malla, (* 30. September 1917 in Ivars d’Urgell; † 19. November 2005 in Kloster Montserrat) war ein katalanischer Kirchenmusiker, Chorleiter und Komponist. Er war über nahezu 45 Jahre hinweg von 1953 bis 1997 Leiter der Escolania de Montserrat.

## Leben und Werk
Ireneu Segarra i Malla studierte von 1927 bis 1931 bei Anselm Ferrer und Àngel Rodamilans an der Escola de Montserrat. 1931 trat er dem Benediktinerorden bei und nahm den Ordensnamen Ireneu (Irenäus) an. Zu Beginn des Spanischen Bürgerkrieges verblieb er einige Zeit in Barcelona, reiste dann doch über Marseille nach Belgien aus. Er suchte in der Abtei Maredsous Zuflucht. Dort studierte er Theologie und feierte 1939 seine Profess. 1941 wurde er zum Priester geweiht. Nach seiner Rückkehr nach Katalonien beziehungsweise Barcelona vertiefte er seine musikalische Ausbildung bei Josep Barberà, Cristòfor Taltabull in Harmonielehre und Kontrapunkt und bei Frank Marshall im Fach Klavier. Später ging er noch zu Studien in Komposition zu Nadia Boulanger nach Paris.
1941 wurde er stellvertretender und 1953 erster Direktor der Escolania de Montserrat. Er dirigierte die Escolania bis 1997. Ireneu Segarra war Mitglied der Universa Laus, einem beratenden Organ der spanischen Bischöfe in Hinsicht auf die sakrale Musik. Er förderte die Erneuerung der liturgischen Musik in katalanischer Sprache vor allem in Hinsicht auf Volksnähe.
Als Direktor der Escolania de Montserrat und der Capella de Música de Montserrat zeichnete Segarra für die Einspielung von mehr als einhundert Tonträgeraufnahmen verantwortlich. Darunter befanden sich Einspielungen von Werken von Joan Cererols, Narcís Casanoves und Josep Antoni Martí. Mit letztgenannter Einspielung gewann er den Gran Premi del Disc Català (Großen Schallplattenpreis von Katalonien) in der Sparte Chormusik. Für die Einspielung der Missa Salisburgensis (1974) unter anderem in Zusammenarbeit mit dem Tölzer Knabenchor wurde er 1975 in Deutschland ausgezeichnet. Für die sechsstimmige Missa pro defunctis von Tomás Luis de Victoria erhielt er 1978 den Deutschen Schallplattenpreis in der Sparte Alte Musik.
Er gab mit den beiden Ensembles der Escolania de Montserrat und der Capella de Música de Montserrat Konzerte in Europa, Japan, Israel und Kanada.
Als Urheber einer speziellen Musikunterrichtsmethode hat er Werke wie La voz del niño cantor (1963) und andere musikpädagogische Werke veröffentlicht. In seiner Musikunterrichtsmethode griff Segarra vor allen Dingen auf pädagogische Erfahrungen aus Ungarn zurück. Er wirkte damit standardisierend auf den Unterricht im gesamten Katalonien. Die Methode wurde auf der Grundlage folgender Aussagen entwickelt: Die Musik ist Ausdruck des Lebens und der künstlerischen Kommunikation des Menschen. Die Stimme ist das primäre Musikinstrument. Entsprechend wird traditionelles Liedgut erarbeitet und daran das Studium der Musiksprache erlernt. Das pentatonische System ist die erste Ebene des Studiums melodischer Beziehungen. Solfeo, Solmisation und die Praxis des Musikdiktats dienen als Lern- und Unterrichtswerkzeug. Die melodische Ausbildung wird um eine rhythmische Ausbildung ergänzt.
In der Reihe Mestres de l’Escolania de Montserrat hat Segarra Werke über den Komponisten Miguel López veröffentlicht und setzte damit die seit 1936 ruhende Veröffentlichung dieser Reihe fort.
Segarra hat mehr als 200 Vokalwerke wie Psalmvertonungen, Messen und Hymnen geschrieben. Daneben hat er mehrere Instrumentalstücke komponiert.
1986 wurde Segarra mit dem Creu de Sant Jordi ausgezeichnet.

## Diskografie (Auszug)
- Missa Romana, Giovanni Battista Pergolesi, Escolania de Montserrat, Tölzer Knabenchor, Collegium Aureum, Ireneu Segarra, Harmonia Mundi, 1972
- Missa Salisburgensis a 53 Voci, (lt. Plattencover Orazio Benevoli zugeschrieben, heute als Werk von Heinrich Ignaz Franz Biber angesehen), Escolania de Montserrat, Tölzer Knabenchor, Collegium Aureum, Ireneu Segarra, Harmonia Mundi, 1974
- Vespro della Beata Vergine, Claudio Monteverdi,  Escolania de Montserrat, Pro Cantione Antiqua, Collegium Aureum, Ireneu Segarra, Harmonia Mundi, 1976
- Salve Regina, Àngel Rodamilans, Escolania i Capella de Música de Montserrat, Ireneu Segarra, Montserrat, 1984